# اودوکیا کادی
اودوکیا کادی (به انگلیسی: Evdokia Kadi) (زاده ۲۷ فوریه ۱۹۸۱) خواننده قبرسی است.
او در مسابقه آواز یوروویژن ۲۰۰۸ نماینده قبرس بود.